# Messenger Paraiso
Messenger Paraiso es un programa para "tunear o decorar" el MSN Messenger y Windows Live Messenger entre otros programas de Mensajería Instantánea creado por Lhara-Y del Equipo PortalMes.com
Al hablar de Windows Live Messenger siempre se habla de los programas adicionales Messenger Plus! Live y Messenger Paraiso donde uno añade directamente opciones nuevas para el Windows Live Messenger y el Messenger Paraiso nos ofrece miles de contenidos y decorados para transformar por completo nuestro Messenger, aunque la mayoría de estos suelen ser de calidad media, destacando solo unos pocos entre todos los que conforman el programa, de modo que para encontrar contenido que merezca la pena es necesario visualizar contenidos sin calidad, haciendo esta experiencia aburrida y poco productiva.
Al contrario que el Messenger Plus! Live el Messenger Paraiso es un programa que funciona de forma independiente al Windows Live Messenger (no se trata de un addon o plugin). No obstante el programa cuenta con una interfaz confusa y mal diseñada, haciendo la tarea de buscar contenidos para Messenger bastante difícil para usuarios que nunca han usado el programa.

## Historia
En 19 de noviembre de 2004 con la nueva opción de autoinstalación de contenidos para el MSN Messenger 7 apareció este programa que reunía varios packs de contenidos que con un solo clic se podían instalar en el Messenger.

## Características
- Autoinstalación con un clic de packs de imágenes personales, emoticonos, gifs animados, letras y fondos.
- Guiños/Winks y Muggins gratuitos de promoción.
- Detector de quién te ha borrado de su lista del Messenger, popularmente llamado Busca Judas, pero que no es 100% efectivo detectando el verdadero estado de los contactos debido a cambios en el protocolo de Messenger.
- Creador de Avatares de texto.
- Clonador Universal En línea.
- Lanzador de Juegos.
- Creador de Nicks/Frases especiales.
- Rotador de avatares para que las imágenes personales cambien cada cierto tiempo.
- Creador de emoticonos grandes y emoticonos pequeños por partes como a Míster Potato.
- Modificador de avatares en línea para añadir efectos a la imagen personal del Messenger.
- Skins autoinstalables.
- Fondos autoinstalables para la ventana de contactos del Messenger.
- Utilidades y novedades relacionadas con la mensajería instantánea.

## Uso
Al tratarse de una combinación de web y programa el Messenger Paraiso se puede utilizar directamente sin descargar ningún programa pudiendo descargar muchos de los contenidos manualmente o utilizar diferentes programas.
Si descargas el programa Messenger Paraiso podrás autoinstalar los contenidos y tendrás varias opciones nuevas.

## Otros Idiomas
El Messenger Paraiso es multilenguaje, se ha traducido a otros idiomas como el Inglés, Francés, Catalán, Euskera, Italiano, Portugués, Alemán y Holandés.

## Enlaces y descargas
- Web Oficial para descargar el Messenger Paraiso
- Página del creador del Messenger Paraiso
- Tutorial y Contenidos del Messenger Paraiso
- Log de Versiones y Mejoras del Messenger Paraiso
- Foro Oficial del Messenger Paraiso

- Datos: Q6011481